# Forum Hadriani

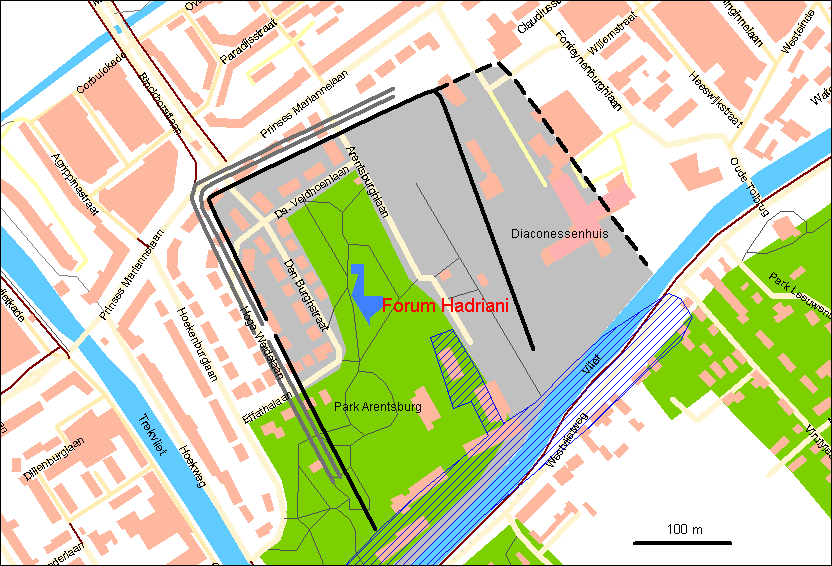
Lage von Forum Hadriani im heutigen Stadtgebiet, Ortsteils Voorburg

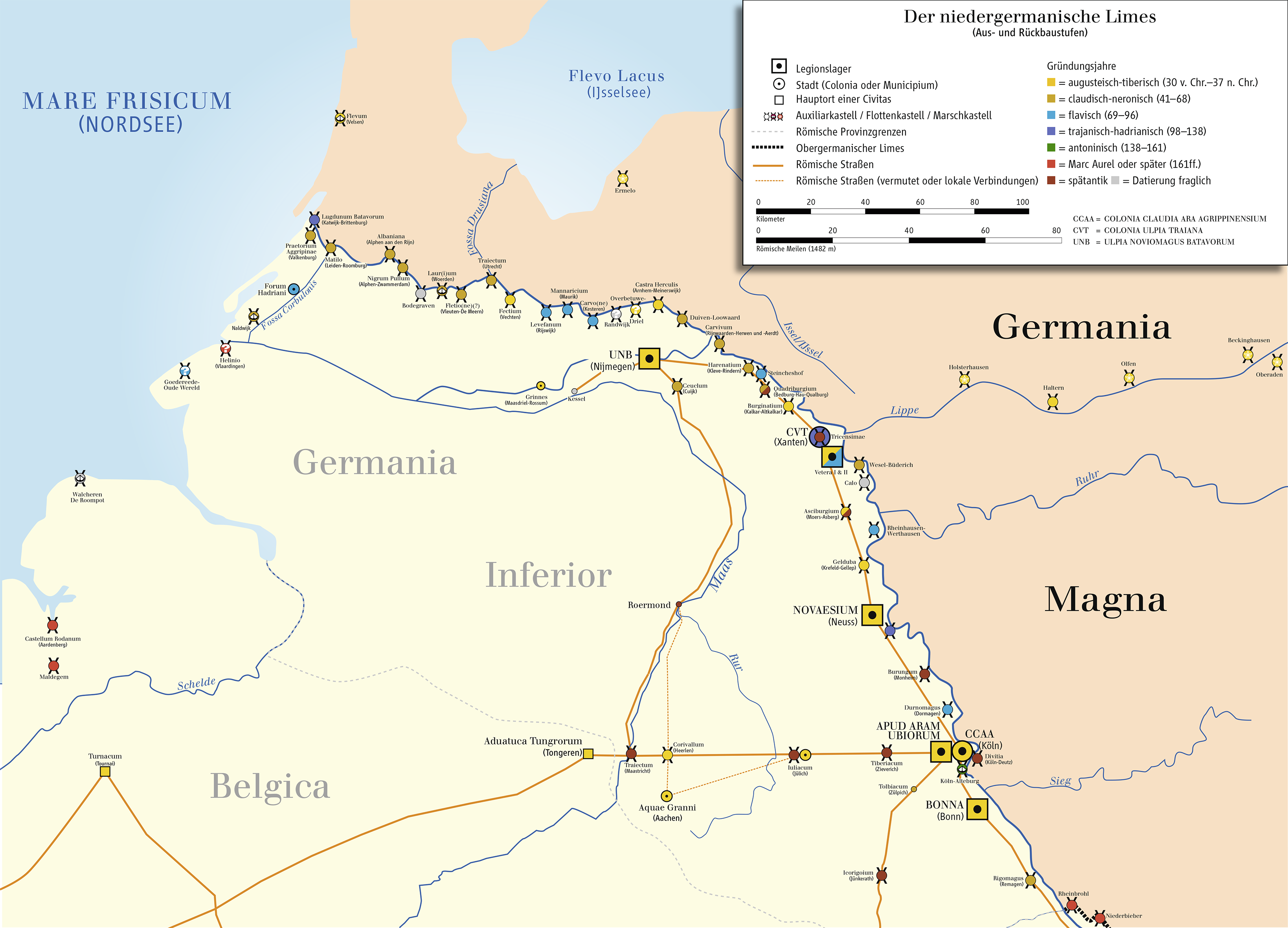
Das Forum Hadriani (Municipium Aelium Cananefatium) an der Küste des Mare Frisicum, an der Fossa Corbulonis gelegen

Forum Hadriani, auch Municipium Aelium Cananefatium (abgekürzt MAC), ist der Name einer ehemaligen römischen Stadt auf dem Gebiet des Ortsteils Voorburg der heutigen Gemeinde Leidschendam-Voorburg in der niederländischen Provinz Zuid-Holland. In der antiken Zeit gehörte sie zum niedergermanischen Heeresbezirk und später zu der daraus hervorgehenden Provinz Germania inferior und gilt als Bestandteil des Niedergermanischen Limes. Im Laufe ihrer Entwicklung wurde sie zum Municipium erhoben und entwickelte sich zur Hauptstadt einer Civitas. Darüber hinaus war sie nach jüngeren Forschungsergebnissen eine bedeutende Hafenstadt mit möglicherweise militärischer Funktion.

## Lage

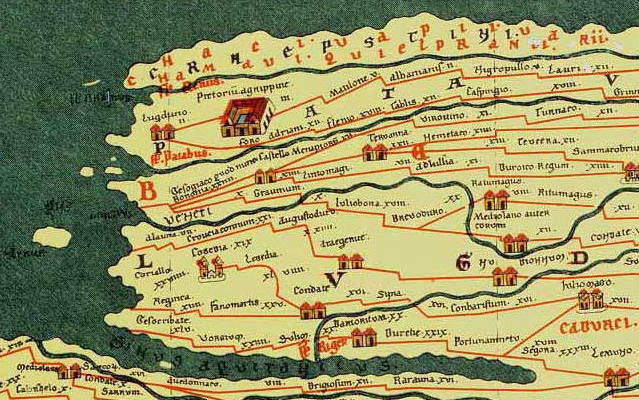
foro adriani auf der
Tabula Peutingeriana

Das heutige Bodendenkmal liegt – nur teilweise überbaut – im Bereich eines städtischen Parks, der dadurch erhalten geblieben ist, dass er bis ins 20. Jahrhundert hinein der weitläufige Landschaftsgarten eines Herrensitzes war. Dabei befindet sich dieses Areal in der Metropolregion Rotterdam Den Haag, einem der dicht besiedeltsten und engmaschig bebautesten Gebiete in ganz Europa überhaupt, so dass die Erhaltung der römischen Relikte durchaus als Glücksfall betrachtet werden muss. Topographisch gesehen liegt der Ort auf dem Rücken eines so genannten Strandwalls (ndl.: strandwal), einer ehemaligen, rund vier Kilometern Luftlinie von der heutigen Nordseeküste entfernten Düne.
In antiker Zeit befand sich die Siedlung zwischen den Deltas des Niederrheins und der Maas an einem natürlichen Flusskanal, der sich vermutlich im Laufe der mittleren Eisenzeit durch die Kraft der Nordseegezeiten gebildet hatte und einen Teil des so genannten Gantelsystems darstellte. Die günstigen topographischen Gegebenheiten dieser Region hatte auch der römische Feldherr Gnaeus Domitius Corbulo genutzt, als er die nach ihm benannte Fossa Corbulonis, einen Kanal, der Rhein (Rhenus) und Maas (Mosa) miteinander verband, nur unweit dieser Stelle vorbeileitete. Eine Vorfeldsicherung gegen zur See vagabundierende Germanenstämme existierte in Form zweier Kastelle mit Küstenschutzfunktion in Ockenburgh und am Scheveningseweg im heutigen Den Haag.
Die Gleichsetzung des Fundplatzes von Voorburg-Arentsburg mit den antiken Namen Forum Hadriani bzw. Municipium Aelium Cananefatium ist gesichert durch die Tabula Peutingeriana, auf der Foro Adriani zwischen Flenio und Lugdunum Batavorum verzeichnet ist, vor allem aber auch durch die Funde von einigen mit Municipium Aelium Cananefatium bzw. MAC beschrifteten römischen Meilensteinen in passenden Entfernungen.

## Forschungsgeschichte

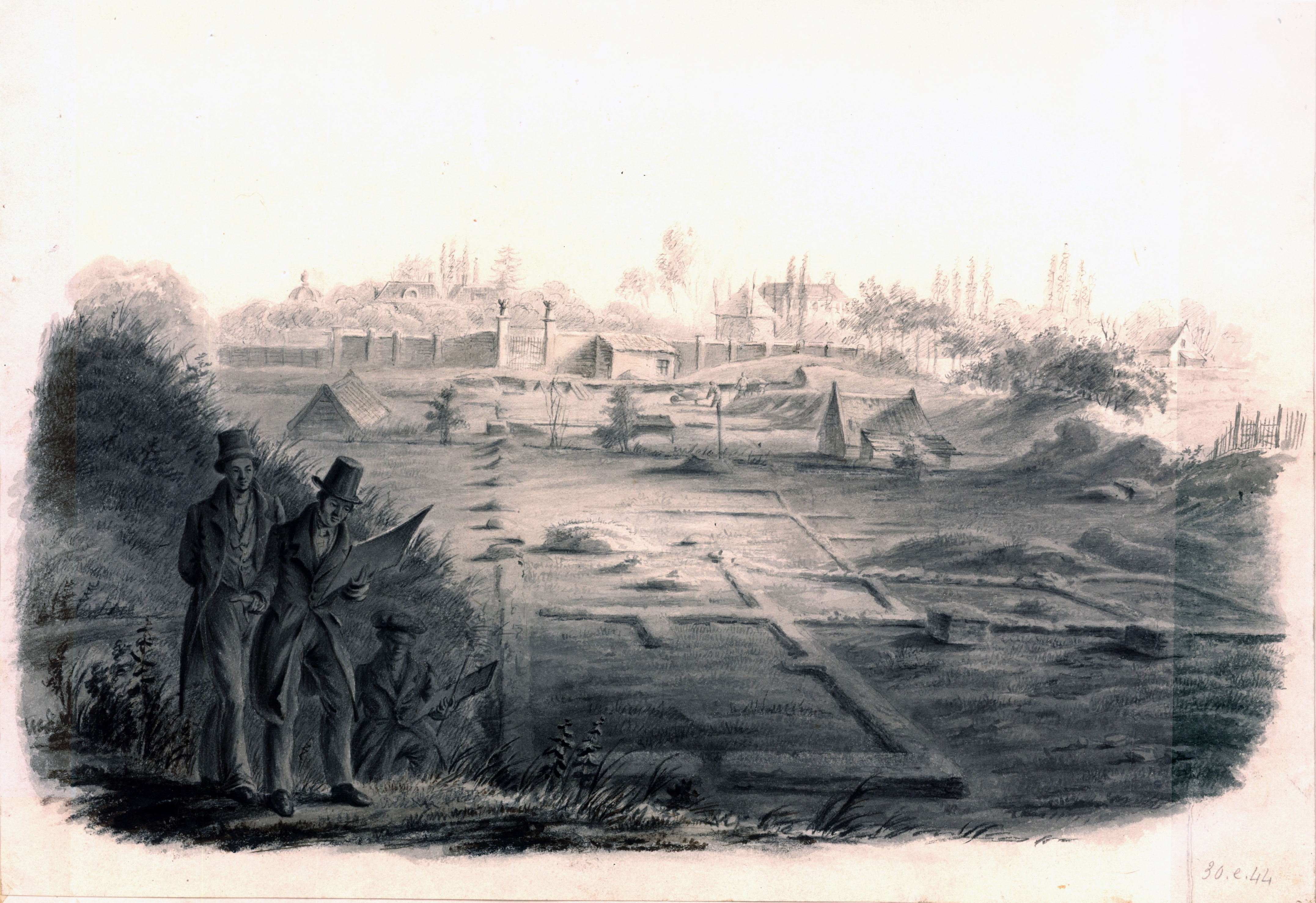
Caspar Reuvens bei den Ausgrabungen in Voorburg (zeitgenössische Lithographie)

Forum Hadriani war weltweit einer der ersten Orte, an denen archäologische Ausgrabungen methodologisch deutlich über das bloße Sammeln von Schätzen hinausgingen und begannen, modernen wissenschaftlichen Ansprüchen zu genügen. Insofern stellen sie auch ein exemplarisches Stück Archäologiegeschichte dar. Die ersten Untersuchungen an diesem Fundplatz wurden bereits zu Beginn des 19. Jahrhunderts, in den Jahren 1827 bis 1834 von Caspar Reuvens durchgeführt, der mit seinen grabungstechnischen Methoden der Zeit weit voraus war. Reuvens hatte den Fundort richtigerweise als das aus den antiken Quellen bekannte Forum Hadriani interpretiert. Dabei war er noch von einer rein zivilen Nutzung des Ortes ausgegangen. Bedingt durch seinen frühen Tod (er starb im Alter von nur 42 Jahren) gelang es Reuvens leider nicht mehr, die Ergebnisse seiner Forschungen umfassend zu publizieren. Dies blieb – fast ein Jahrhundert später – Jan Hendrik Holwerda vorbehalten, einem weiteren großen Pionier der niederländischen Archäologie. Seine Ausgrabungen dauerten von 1907 bis 1915 und führten 1923 zu einer ersten großen Monographie über Forum Hadriani. Im Gegensatz zu Reuvens ging Holwerda darin jedoch nicht nur von einer rein zivilen Siedlung aus, sondern postulierte aufgrund der Fülle eindeutigen Fundmaterials in Form von Ziegelstempeln nicht nur eine zusätzlich militärische Nutzung, sondern einen bedeutenden Stützpunkt der Classis Germanica, der römischen Flotte in diesem Teil der Welt.
Beobachtungen in den 1950er Jahren wurden in erster Linie von Amateuren getätigt, es dauerte bis zur Mitte der 1960er Jahre, bevor es bedingt durch anstehende Baumaßnahmen zu weiteren wissenschaftlichen Ausgrabungstätigkeiten kam, die von Jules Bogaers publiziert wurden. Bogaers setzte dabei den Focus wieder auf die Bedeutung der Stadt als einem zivilen und ökonomischen Mittelpunkt der Civitas der Cananefaten ohne militärstrategische Funktion. Dadurch entwickelte sich in der Folgezeit in der niederländischen Archäologie die Konvention, dass Forum Hadriani eine ausschließlich zivile Siedlung gewesen sei. Die nächsten Beobachtungen erfolgten erst wieder in den 1980er und 1990er Jahren, insbesondere unter der Leitung von Thomas Martien Buijtendorp sowie durch den Rijksdienst voor het Oudheidkundig Bodemonderzoek (ROB), dem Vorläufer des Rijksdienst voor het Cultureel Erfgoed (RCE).
Im Laufe des Jahres 2005 erfolgten Ausgrabungen durch ein privatwirtschaftliches Unternehmen, bei denen unter anderem in einem der insgesamt 15 freigelegten Brunnen zwei vollständig erhaltene Wagenräder geborgen werden konnten. 2007/2008 setzten dann Wissenschaftler der Vrije Universiteit Amsterdam zu Untersuchungen an und warfen mit der Entdeckung eines für die kleine Siedlung schier überdimensionierten Hafens neuerliche Schlaglichter auf die alte Fragestellung, ob es sich bei Forum Hadriani um eine zivile oder um eine militärische Siedlung handele oder um beides.

## Geschichte und Archäologie

### Vorrömische Zeit bis Ende des Prinzipats von Augustus und Tiberius

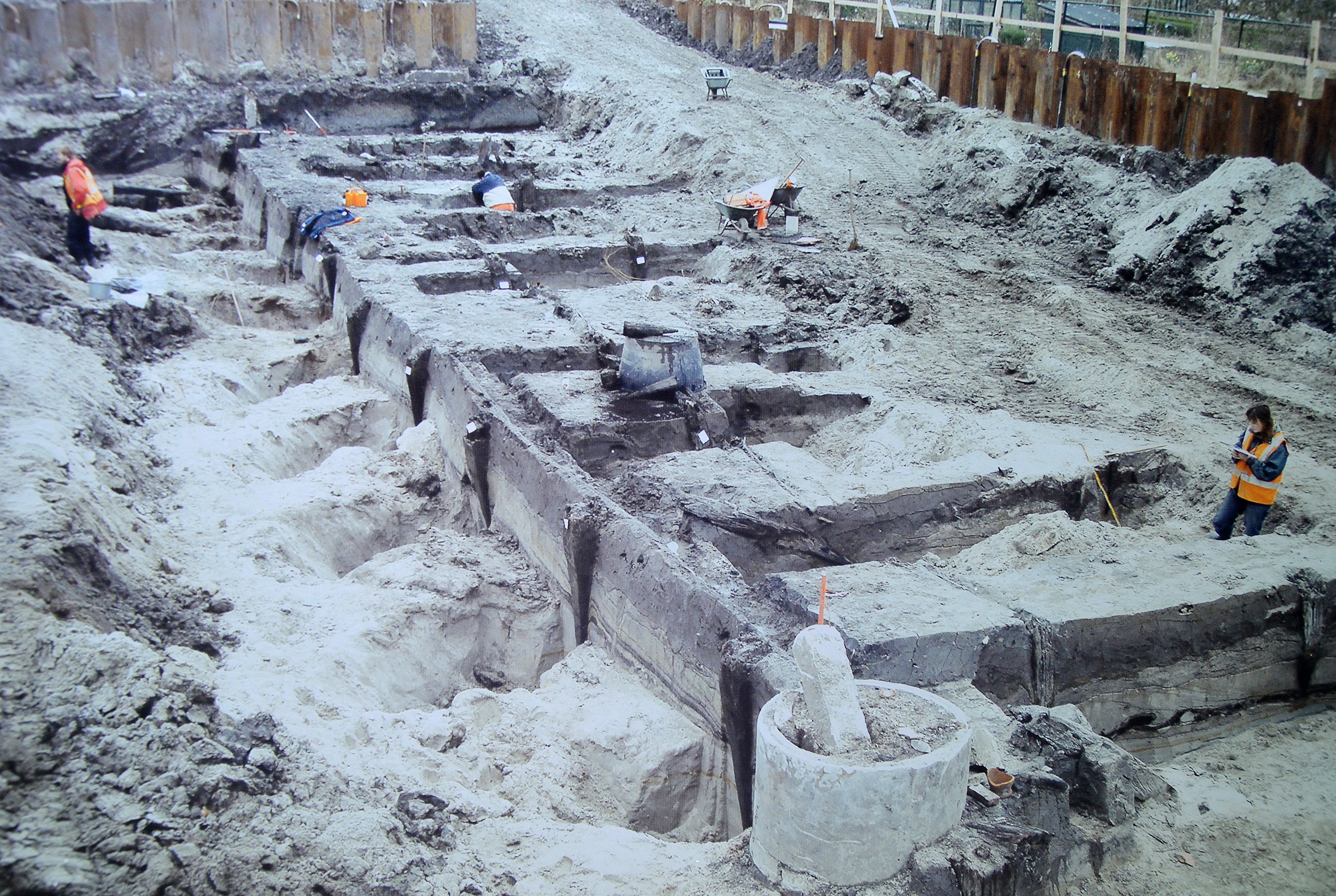
Ausgrabung der weitläufigen Hafenanlagen in den Jahren 2007/2008

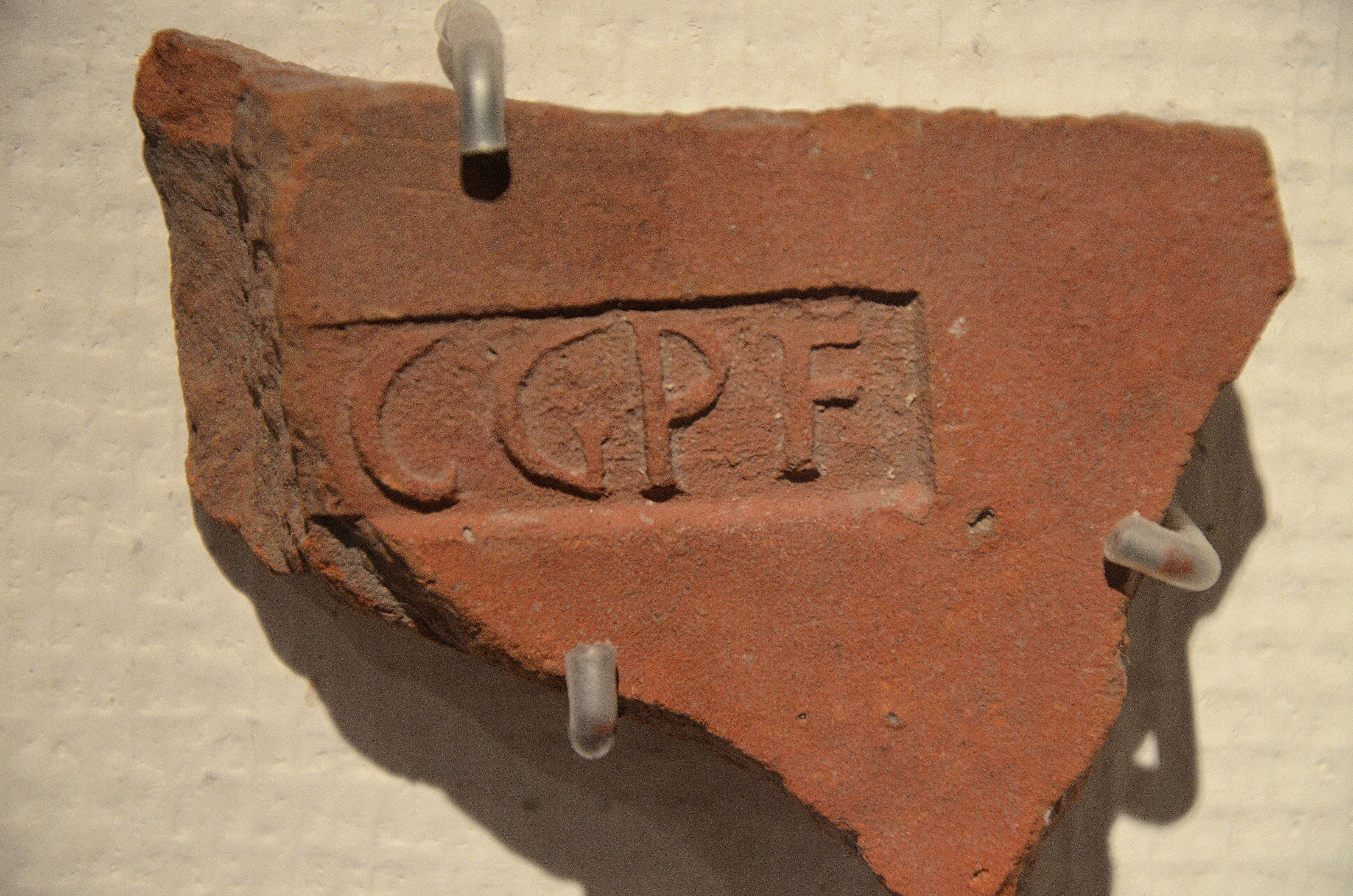
Ziegelstempel der CGPF,
Classis Germanica Pia Fidelis,
der „Germanischen Flotte“

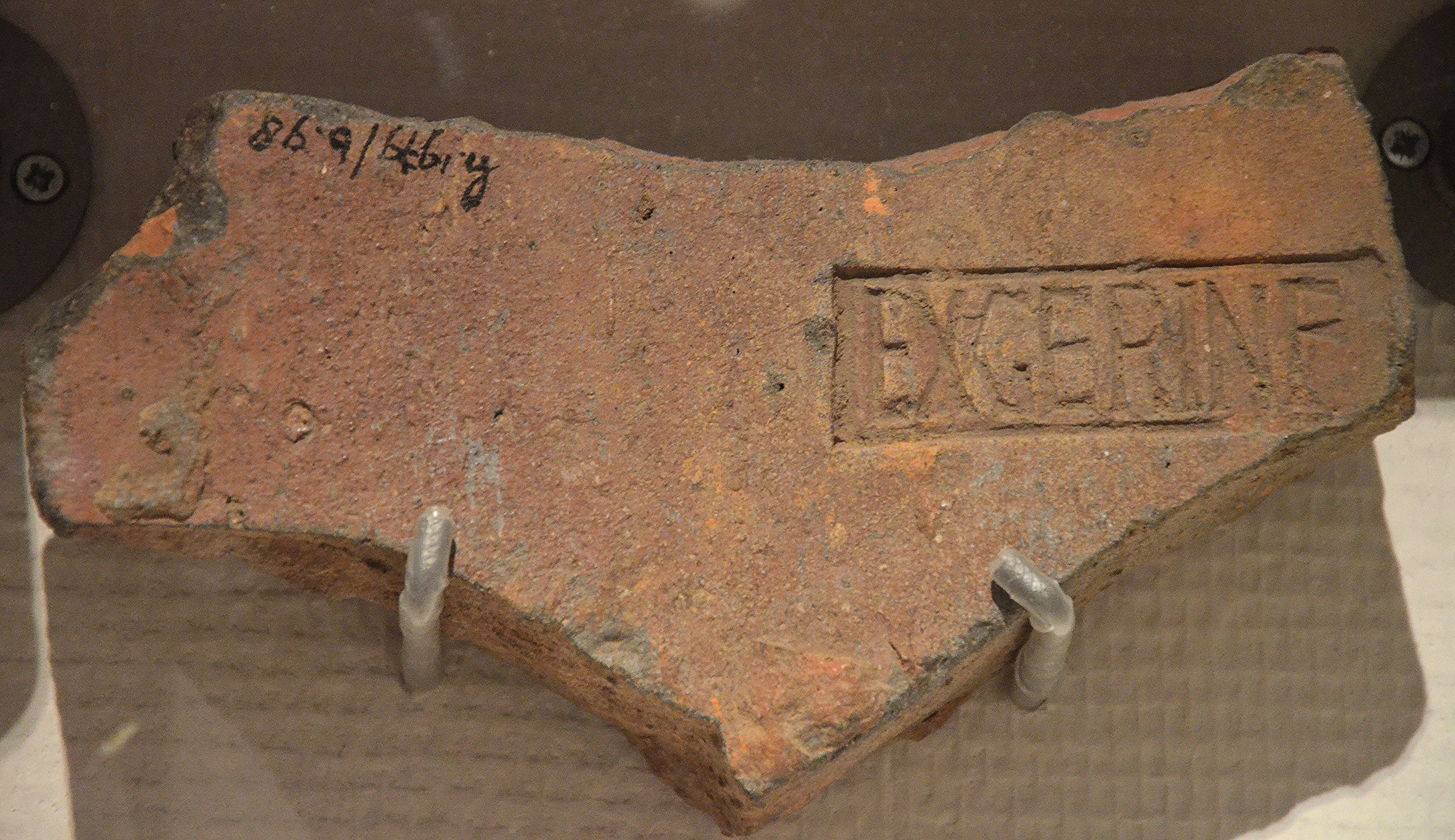
Ziegelstempel des EXGERINF,
Exercitus Germaniae Inferioris,
des „Niedergermanischen Heeres“

Der Ursprung von Forum Hadriani war eine Siedlung des germanischen Stammes der Cananefaten, die sich schon früh mit den Römern verbündet hatten. Ob die Siedlung bereits beim Bau der Fossa Corbulonis bestand, oder durch deren Errichtung begünstigt und veranlasst wurde, ist noch nicht gänzlich geklärt. Die jüngere Forschung tendiert zu der ersten Variante und hat als früheste Besiedlungsphase eine so genannte „Periode 0a“ (circa 15 – 50 n. Chr.) vorgeschlagen. Unter dem keramischen Fundmaterial dieser Phase dominieren einheimische Produkte, das Fundspektrum ist jedoch jünger als das des vorausgehenden Spät-La-Tène.

### Bau der Fossa Corbulonis und Herrschaft des Claudius und Neros
Mit dem Bau des Corbulokanals wuchsen der römische Einfluss auf die kleine Siedlung im Zentrum der cananefatischen Civitas so wie deren wirtschaftliche Möglichkeiten („Periode 0b“, circa 50 – 69 n. Chr.). In dieser Zeit entstanden vermutlich auch die ersten Hafenanlagen, ausgelöst wohl durch den Kanalbau. Im Fundspektrum diese Periode fand sich unter anderem Terra Nigra des ersten Jahrhunderts sowie Terra Sigillata vom Typ Drag. 18.

### Bataveraufstand und Herrschaft des Vespasian und Domitian
Ein Zerstörungshorizont aus der Zeit des Bataveraufstands liegt nicht vor. Für die Zeit zwischen diesem und der Provinzgründung unter Domitian, in der so genannten „Periode 0c“ (70–85), sind die Befunde noch sehr unsicher. Es ist jedoch wahrscheinlich, dass Voorburg bereits in dieser Phase begonnen hat, eine zentrale Rolle zu spielen, wobei der günstige Standort ein wichtiger Faktor gewesen sein dürfte. Möglicherweise erlangte der Ort trotz seiner geringen Größe und Einwohnerzahl bereits damals den Status einer Civitashauptstadt. Im Fundmaterial aus dieser Zeit spiegelt sich verstärkt eine militärische Präsenz wider, insbesondere durch eine Häufung von Ziegelstempeln der Legio X Gemina. In der jüngeren Forschung wird nicht mehr ausgeschlossen, dass sich zu dieser Zeit eine Militäreinheit in der Nähe der späteren Thermen, an einer zum Hafen führenden Straße ihr Quartier gehabt haben könnte. Die römische Armee war in der Zeit nach dem Bataveraufstand im Nordwesten des Reiches sehr aktiv, wobei auch die britannischen Feldzüge des Gnaeus Iulius Agricola in den Jahren 77 bis 83 eine Rolle gespielt haben könnten.

### Provinz Germania und die Zeit des Nervas und Hadrians
In der folgenden Phase („Periode I“, circa 85 bis 120) wurde das Städtchen zur Hauptstadt der Civitas in der neu gegründeten Provinz Germania inferior und erfuhr einen kräftigen Wachstumsschub, den so genannten „domitianischen Impuls“, der sich auch in anderen Städten Niedergermaniens bemerkbar machte. Der historische Hintergrund bestand in der Zunahme der Probleme des Reiches an der Donaugrenze. Infolgedessen verlagerte der Kaiser Domitian den Schwerpunkt seiner militärischen Aktivitäten in den Donauraum, während er an der Rheingrenze eine Konsolidierungsphase einleitete, die von seinen Nachfolgern Trajan und Hadrian fortgesetzt und abgeschlossen werden sollte. Münzumlauf, Keramikproduktion und bauliche Aktivitäten nahmen in dieser Zeit deutlich zu. Die geometrische Ausrichtung der Bebauung scheint geändert und die Infrastrukturen verbessert worden zu sein, so dass der Ort immer mehr einer römischen und immer weniger einer indigenen Siedlung ähnelte. Auch die Hafenanlagen wurden in dieser Zeit verbessert und weiter ausgebaut.
Während einer seiner Inspektionsreisen durch die Provinzen und entlang der Grenzen des Imperiums in den Jahren 121/122 verlieh Hadrian (117–138) dem Ort die Marktrechte und seinen Namen (Forum Hadriani = Markt des Hadrian). Möglicherweise ebenfalls noch unter Hadrian, spätestens aber bis 151 unter seinem Nachfolger Antoninus Pius (138–161) erfolgte die Erhebung zum Municipium, das mit dem Namensbestandteil Aelium erneut auf Hadrian, nämlich auf dessen Gentilnamen verwies. Neben dem neuen, offiziellen Namen scheint die alte Form aber in Gebrauch geblieben zu sein. Die Stadt erhielt nun eine Stadtmauer und einen Hafen von vermutlich überregionaler Bedeutung und möglicherweise auch militärischer Funktion, der über die Fossa Corbulonis Anschluss sowohl an die Rhein- als auch an die Maasmündung hatte. In den folgenden einhundert Jahren erlebte die Stadt ihre Blütezeit, wurde aber auch zunehmend von Epidemien und Überschwemmungen sowie von Überfällen chaukischer und sächsischer Piraten betroffen. 

### Imperium  Galliarum bis Constantius I. Chlorus
Spätestens nach dem Untergang des Gallischen Sonderreiches (274) scheinen die Population deutlich zurückgegangen und die Infrastrukturen verfallen zu sein. Das Fehlen eines Zerstörungshorizontes spricht für ein allmähliches Veröden und eine friedliche Aufgabe der Siedlung und steht damit im Kontext eines strukturellen Wandels der gesamten Region. Auch nach der Rückeroberung des Rheindeltas unter Constantius I. Chlorus Ende des dritten Jahrhunderts wurde die Stadt nicht wieder erneuert. 

### Völkerwanderungszeit und frühes Mittelalter
In der Völkerwanderungszeit und im frühen Mittelalter dienten ihre Ruinen als Steinbrüche.

## Archäologische Befunde und die Frage der zivilen oder militärischen Nutzung

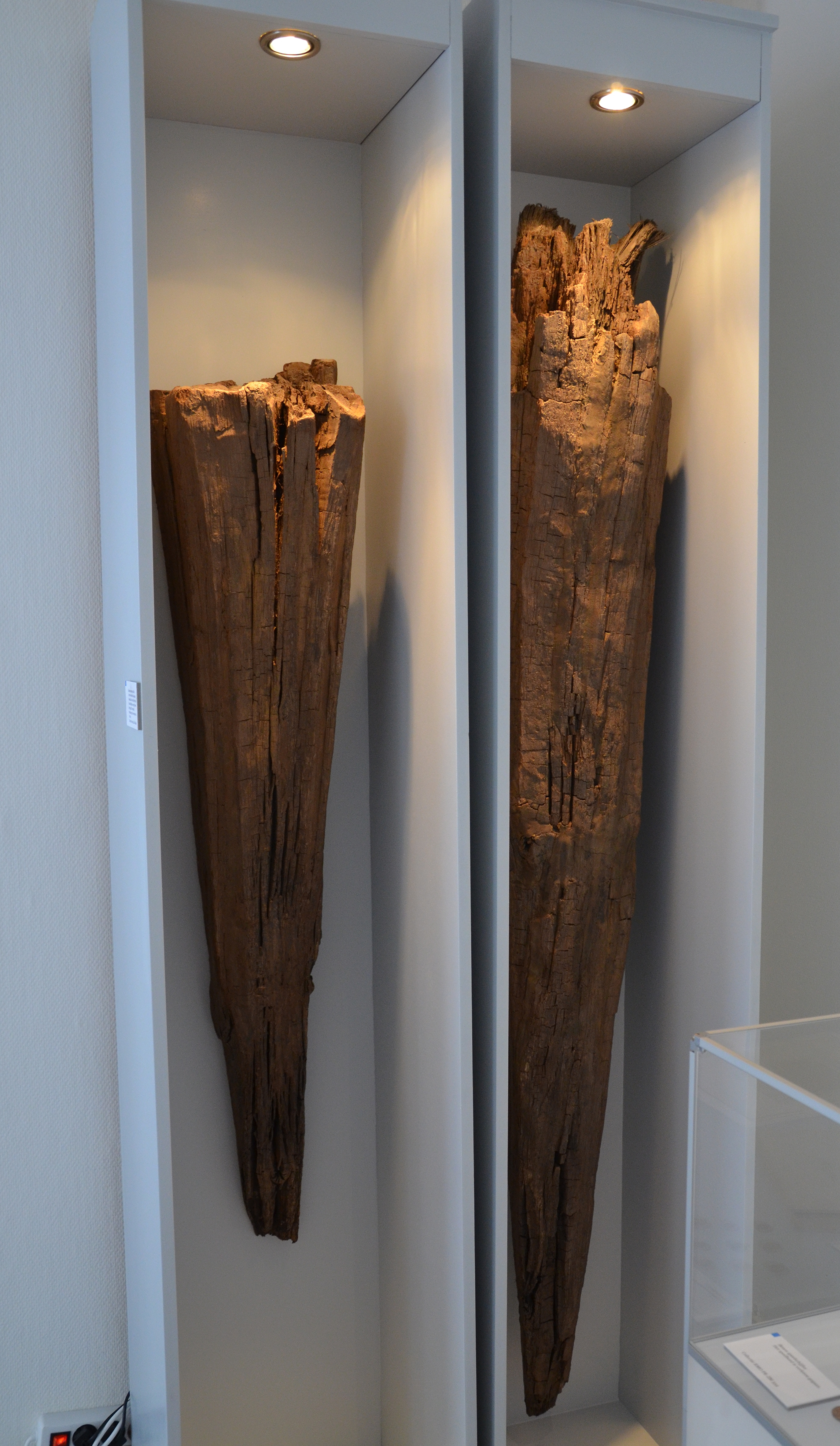
Eichenpfosten der Kaimauer
FO: Forum Hadriani
AO: Museum Swaensteyn

Aus heutiger Sicht mag das Municipium Aelium Cananefatium eher einem Dorf als einer Stadt entsprochen haben. Dafür spricht alleine die geringe Größe von gerade rund 200 m mal 300 m im Ortskern, was einer Fläche von lediglich rund sechs Hektar entspricht. Aufgrund der Größe und der infrastrukturellen Befunde geht die Wissenschaft auch nur von einer maximal 1.000 Personen starken Einwohnerschaft aus. Damit dürfte es sich um die vielleicht kleinste Civitashauptstadt des gesamten Imperiums gehandelt haben. Dennoch war der Ort sehr sorgfältig geplant und ausgeführt. Von der Anordnung seiner streng rechtwinklig angelegten Straßen mit ihren Insulae her bis hin zu seiner infrastrukturellen Ausstattung mit Forum (öffentlicher Platz), Curia (Rathaus), Templa (Tempeln) und Thermen, sowie umgeben von einer schützenden, steinernen Mauer, entsprach er dem Idealplan einer römischen Stadt. Für ordnungsgemäße ziviladministrative Verhältnisse spricht auch eine Inschrift, durch die ein Decurio (Ratsherr) des Forum Hadriani nachgewiesen worden ist.
Die Größe und Robustheit des Hafens stand in keiner normalen Relation zur Größe und Funktion der Stadt als eines zivilen Handels- und Umschlagpunktes allein. Der Hafen knickte nahezu rechtwinklig vom natürlichen Flusskanal nach Norden hin ab. Die Ausgrabungen der Jahre 2007/2008 hatten die beidseitig und am Ende des Hafenbeckens angebrachte Uferbefestigung auf einer Länge von bis zu 110 m verfolgen können, wobei sich die Breite des Hafenbeckens von 41 m im Süden auf 28 m im Norden verjüngte. In der Zeit seiner Nutzung war er mindestens drei Mal ausgebaggert worden. Diese Arbeiten müssen mit großer Sorgfalt von einem spezialisierten Team durchgeführt worden sein, da die ausgebaggerte Tiefe des gesamten Beckengrundes auf einer Fläche von mehreren hundert Quadratmetern nur um maximal 20 cm differierte. Die erste Ausbaggerung wurde um das Jahr 160 vorgenommen, die letzte um etwa 210. Der römische Hafen wurde also vermutlich nur für wenige Jahrzehnte, etwa von 160 bis 230 aktiv genutzt und gewartet. Die jüngsten römischen Sedimentschichten im Hafenbecken, die für seine zunehmende Verlandung sprechen, ließen sich auf das letzte Viertel des dritten Jahrhunderts datieren.
Die Uferkais basierten auf wuchtigen, angespitzten Eichenpfosten mit einer Stärke von 30 cm mal 30 cm und einer erhaltenen Länge von 2,50 m. Ihre ursprüngliche Länge muss etwa vier Meter betragen haben, vermutlich wurden sie mit einer Fistuca genannten Spezialramme in den Boden getrieben. Eine solche Fistuca hatte schon Julius Caesar zur Fundamentierung seiner Rheinbrücken benutzt, es scheint naheliegend, dass ihre Bedienung einer darauf spezialisierten Mannschaft bedurfte. Dendrochronologisch ließen sich die Eichenstämme auf die Zeit um das Jahr 160 datieren, sie stammten zum Teil aus dem Gebiet der heutigen Niederlande, waren teilweise aber auch aus Mittel- und Süddeutschland herangeschafft worden. Insgesamt konnten noch rund 90 Pfosten archäologisch gesichert werden.
Das Formenspektrum des Fundmaterials sowie die biologische Analyse (Archäometrie) der Sedimente des Hafenbeckens sprechen für eine rege Handelstätigkeit (so liegen alleine rund 41.000 Keramikscherben vor), die sich bis in die Regionen des Mittelmeerraums erstreckte, aber auch einen regen Fischfang in der Nordsee aufzeigte und lokale Erzeugnisse nicht ausschloss. Der Hafen scheint aber nicht nur ein Umschlagspunkt für den Import von Waren für den Konsum dieser Siedlung und ihres Umlandes gewesen zu sein. Das keramische Fundmaterial aus dem Hafenbecken, das sich zwischen den Jahren 160 und 230 dort abgelagert hatte, besitzt einen ausgeprägt militärischen Charakter. Seine Zusammensetzung weist eine große Ähnlichkeit zu den Fundkomplexen anderer Militärstandorte und deutliche Unterschiede zu den Keramikspektren rein ziviler, ländlicher oder urbaner Siedlungen dieser Zeit auf.
Antony Kropff von der Universität Leiden gelangte 2008 zu der zusammenfassenden Beurteilung, dass Forum Hadriani mit seiner Lage an der Fossa Corbulonis zwischen Rhein- und Massmündung strategisch besonders wichtig gewesen sein müsse. Die Ummauerung des Ortes könne in der Zeit ihrer Errichtung nicht nur als reine Stadtverteidigung gedient haben, sondern müsse im Kontext der zunehmenden Militarisierung der gesamten Küstenzone gesehen werden. Sie spräche für die Notwendigkeit, Verkehrsstrukturen und Kommunikationslinien in dieser Region besonders schützen zu müssen. Auch der massive Anteil von Militaria an den jüngeren Fundkomplexen sei evident. Die Bedeutung und Funktion von Forum Hadriani müsse daher – anders als bisher angenommen – mehr in der eines militärischen Schwergewichts, als in der einer rein zivilen Konstruktion gelegen haben. Generell ließe sich dabei an eine wichtige Funktion als logistische Basis und möglicher Aufmarschraum gegenüber Britannien denken.
Auch Evert van Ginkel und Wouter Vos gingen in ihrer im selben Jahr erschienenen Gesamtdarstellung des Limes in Zuid-Holland von einer engen Verflechtung der zivilen und militärischen Strukturen bei einer Dominanz des militärischen Aspekts aus. Wiederholt wird in dem Werk exemplarisch auf Victoria Verina verwiesen, eine junge Frau aus Forum Hadriani, die in antoninisch-severischer Zeit mit einem Arzt der Legio I Adiutrix verheiratet war und schließlich nach dessen Versetzung im Alter von 30 Jahren am neuen Garnisonsort in Oberpannonien (heutiges Ungarn) starb und dort bestattet wurde.
Fast einhundert Jahre nach Holwerdas Monographie über Forum Hadriani und rund 70 Jahre nach seinem Tod scheint es so, als ob seine damaligen Hypothesen doch zumindest ansatzweise in die richtige Richtung gegangen wären.

## Fundmaterial, Fundverbleib und Denkmalschutz

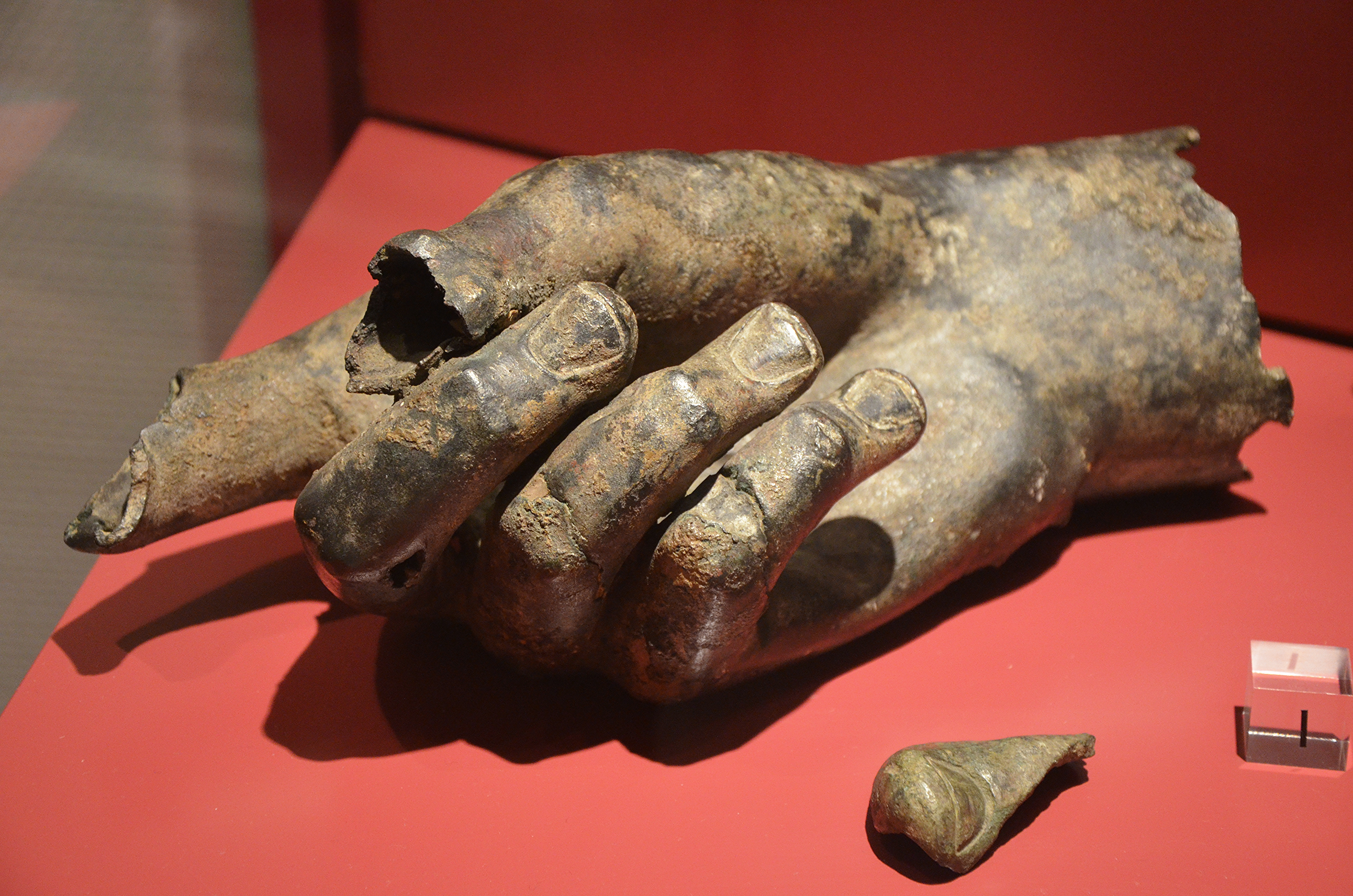
Bronzene Hand einer Monumentalstatue (2. Jahrhundert)
FO: Forum Hadriani
AO: Rijksmuseum van Oudheden

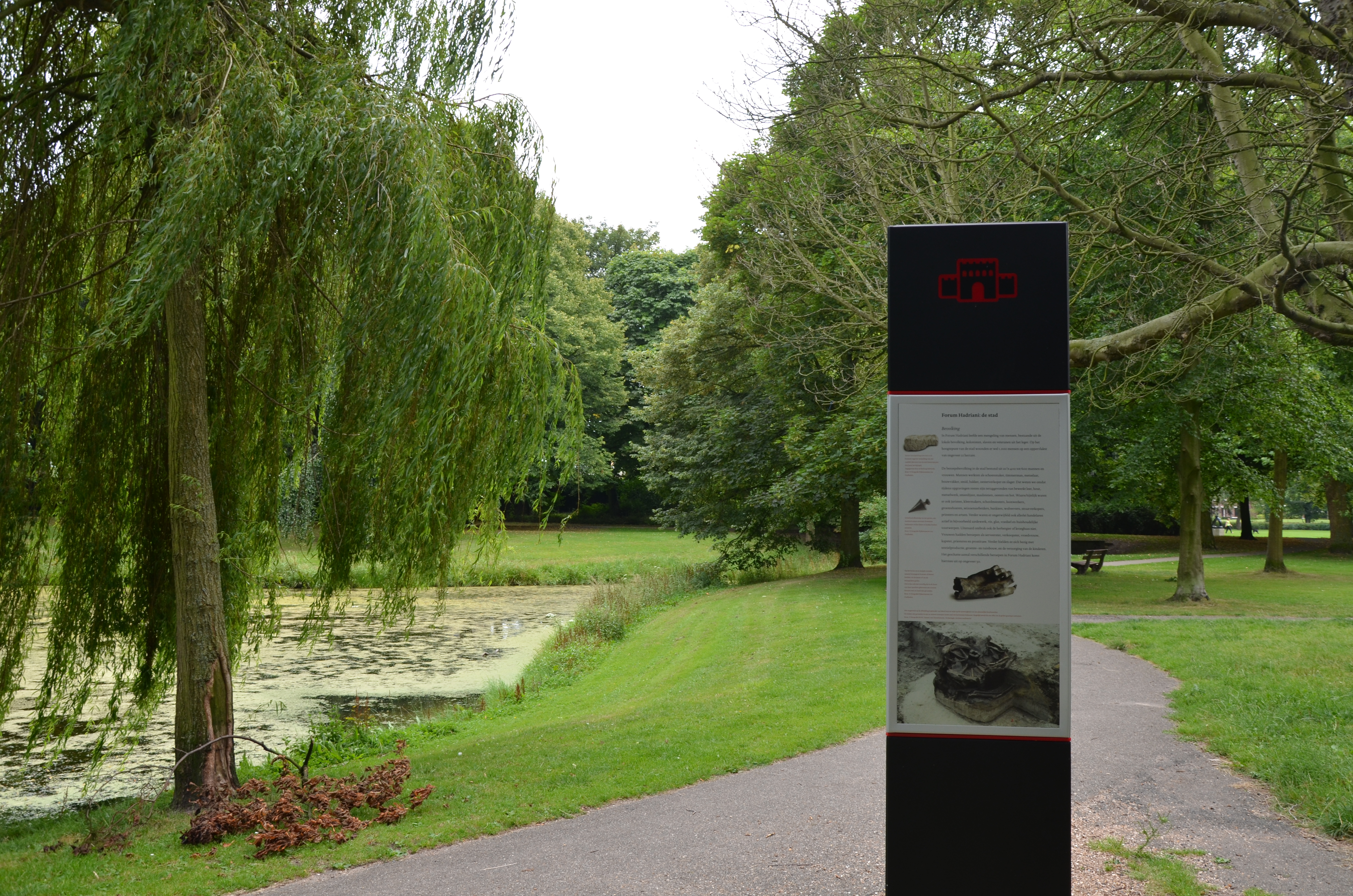
Infosäule und Landschaftsbild im Park Arentsburg, dem Fundort von Forum Hadriani

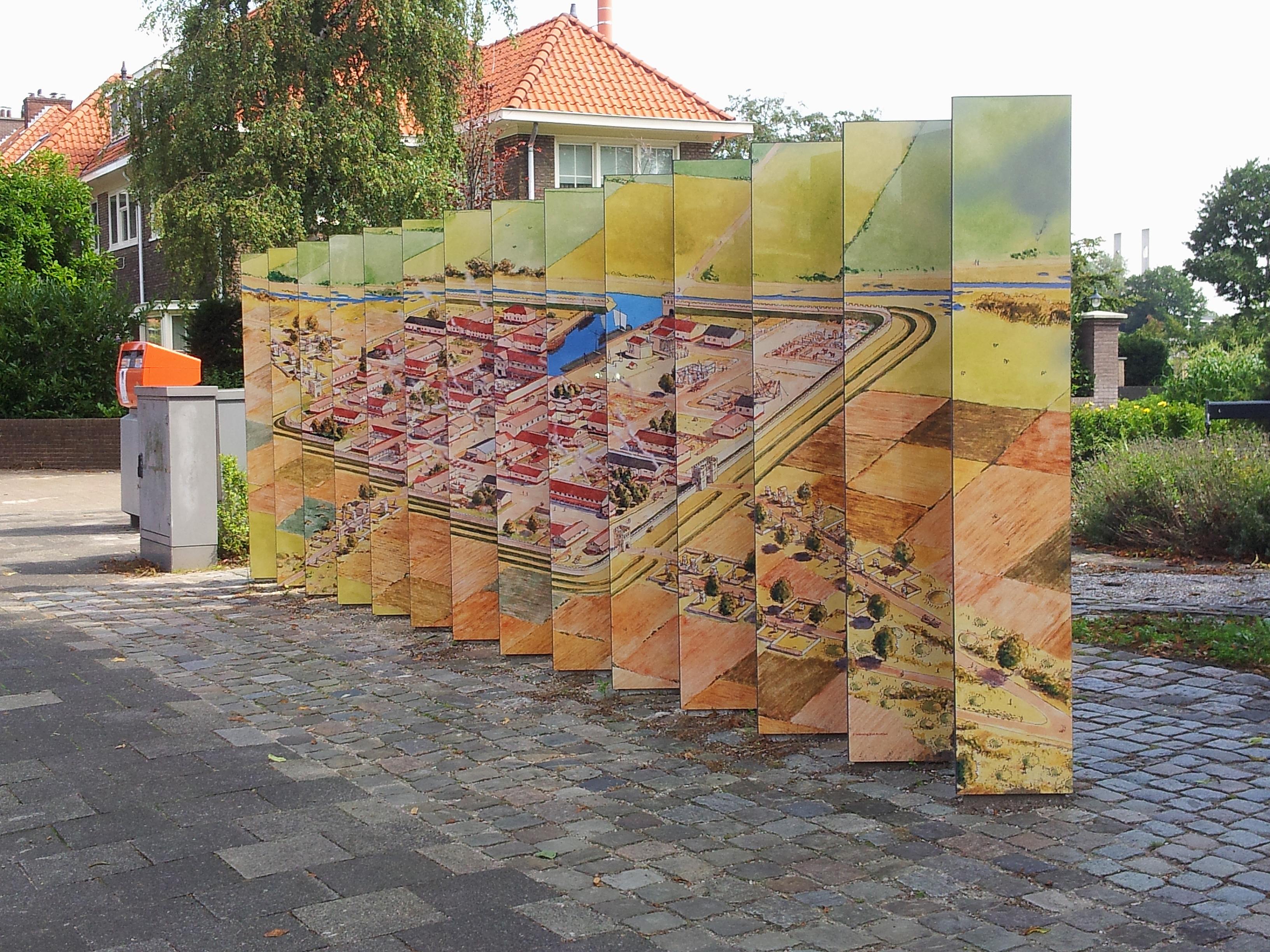
Hinweisbake auf die
römische Vergangenheit des Ortes
im Stadtbild von Voorburg

Die Ausgrabungsfunde aus Voorburg befinden sich im Museum Swaensteyn, dem vormaligen Stadsmuseum Leidschendam-Voorburg, sowie im Rijksmuseum van Oudheden in Leiden.
Der umfangreiche keramische Fundkomplex und die hohe Anzahl militärischer Ziegelstempel wurde weiter oben schon beschrieben. Namentlich handelt es sich bei den Inschriften um Hinterlassenschaften der Legio I Minervia, der Legio X Gemina, der Legio XVI Gallica, der Legio XXX Ulpia Victrix, des Exercitus Germanici Inferioris bzw. seiner Vexillationes, sowie der Classis Germanica. Viel Aufsehen erregte 2005 der ebenfalls weiter oben bereits beschriebene Fund zweier vollständig in situ erhaltenen Wagenräder.
Ein herausragendes Fundstück ist eine knapp 30 cm lange bronzene Hand aus dem zweiten Jahrhundert, die einstmals vermutlich Bestandteil der Kolossalstatue eines römischen Kaisers gewesen war. Die Bronzehand war bereits 1771 auf dem Landgut Arentsburg in Voorburg entdeckt worden und hatte 1782 dem französischen Bildhauer Étienne-Maurice Falconet als Vorbild bei der Gestaltung seines Reiterstandbilds von Peter dem Großen in St. Petersburg gedient. 1829 wurde sie auf einer Auktion durch das Rijksmuseum erworben und befindet sich seitdem in dessen Ausstellungsräumen.

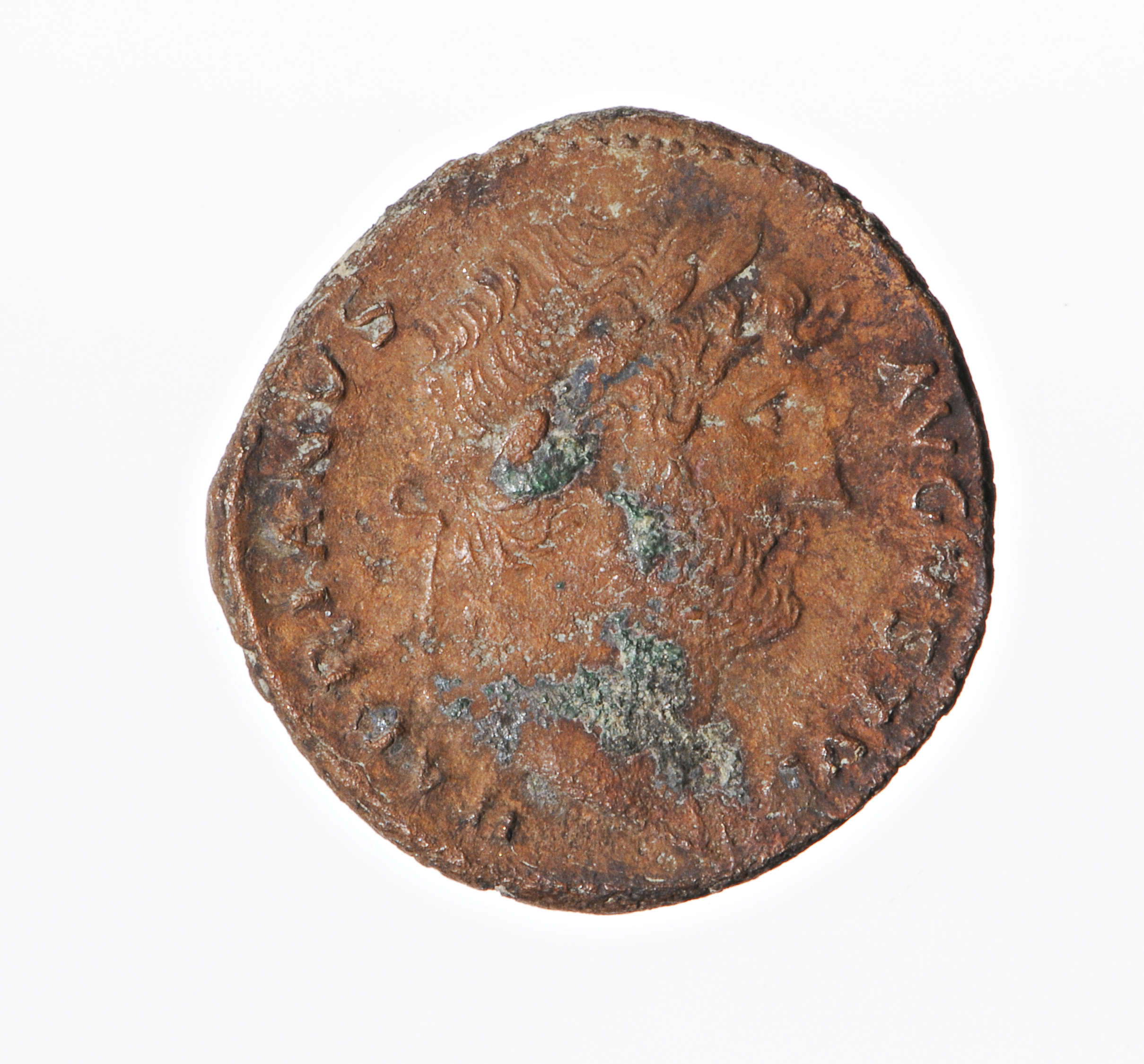
Kupfermünze (um 125–128) mit Porträt des Hadrian FO: Forum Hadriani AO: RMO Leiden
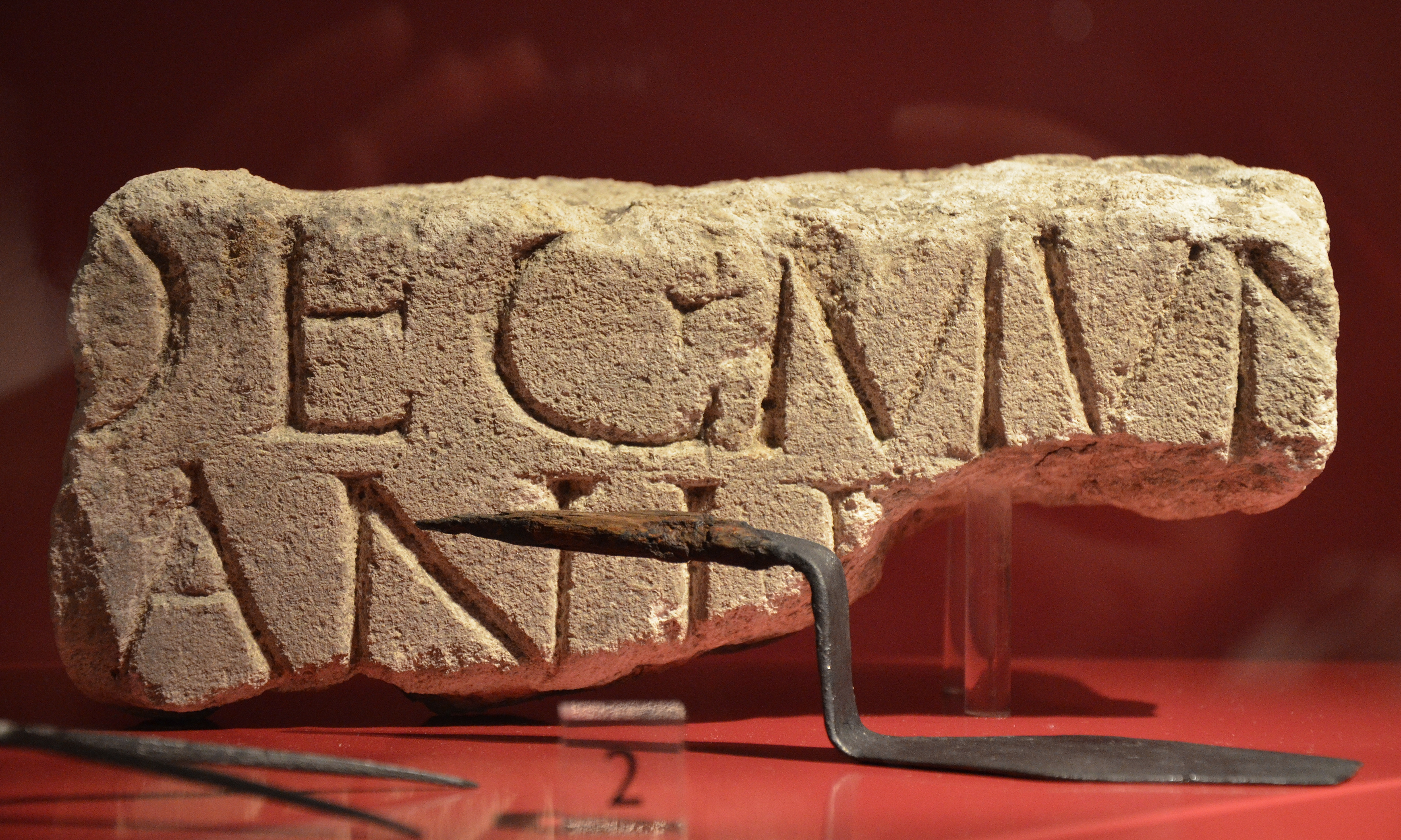
Steininschrift mit der Erwähnung eines städtischen Decurionen (151 oder später) FO: Forum Hadriani AO: RMO Leiden
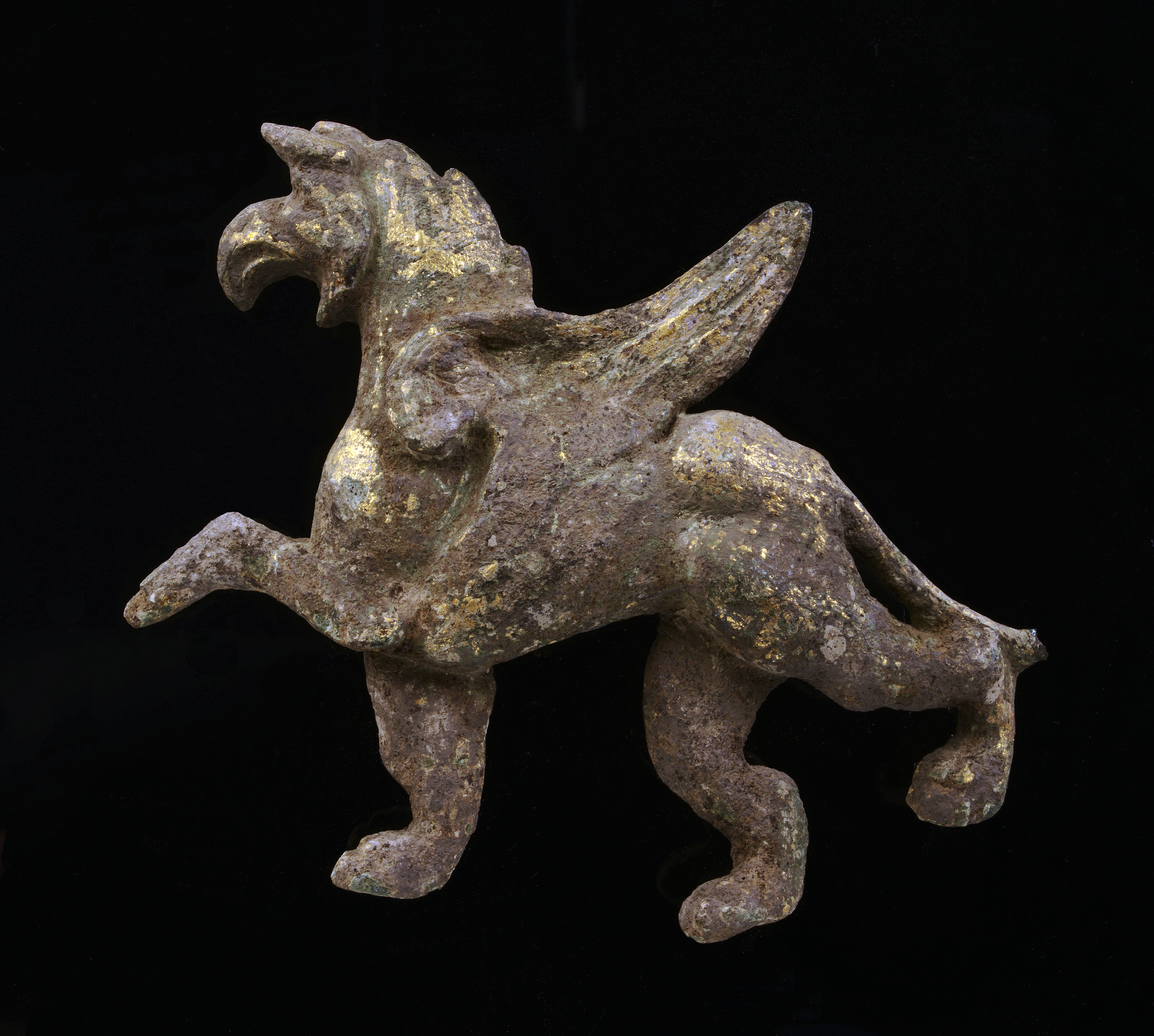
Vergoldete Bronzefigur eines Greifen (50–270) FO: Forum Hadriani AO: RMO Leiden
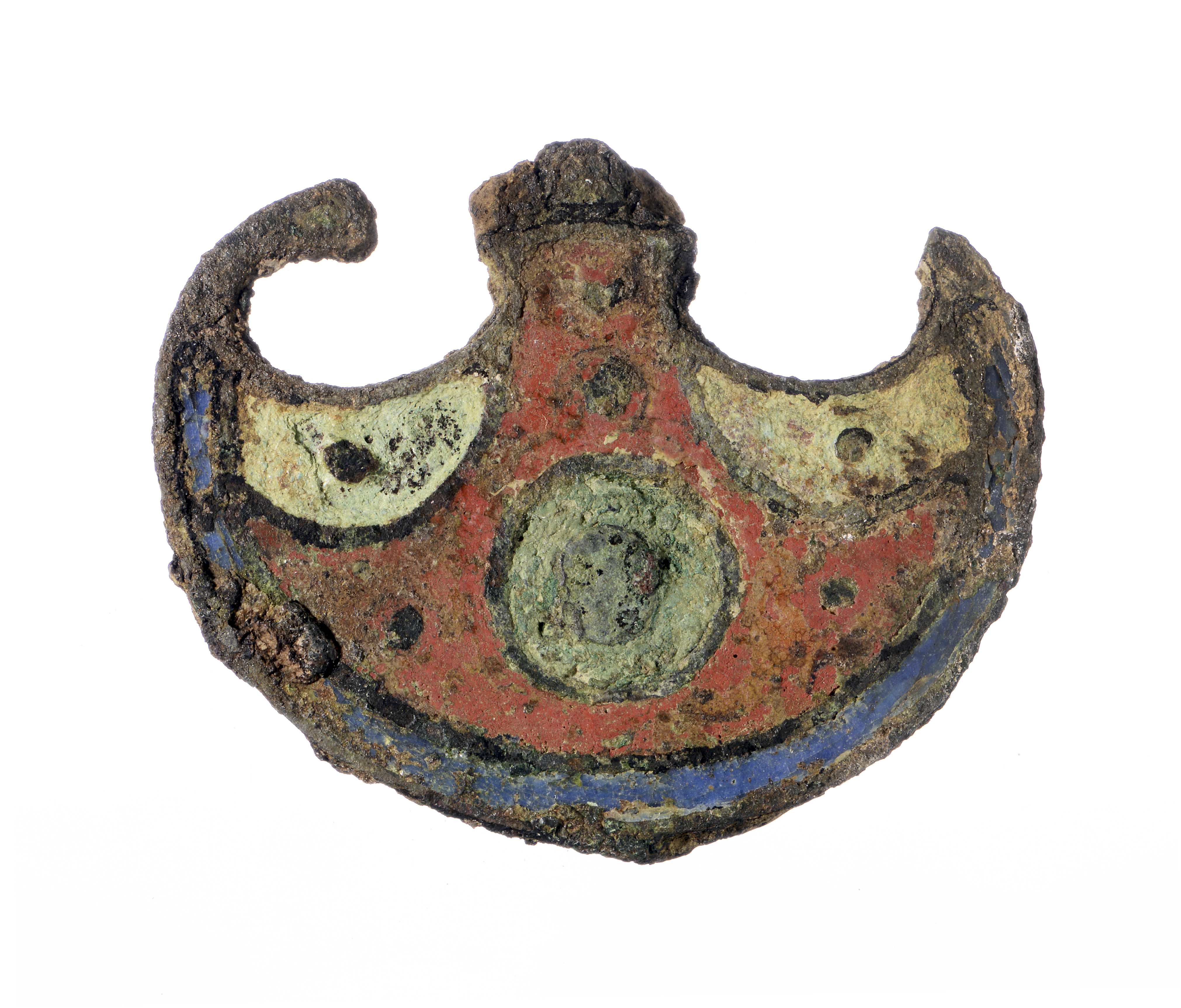
Fibel mit Einlegearbeit aus Emaille (150–270) FO: Forum Hadriani AO: RMO Leiden
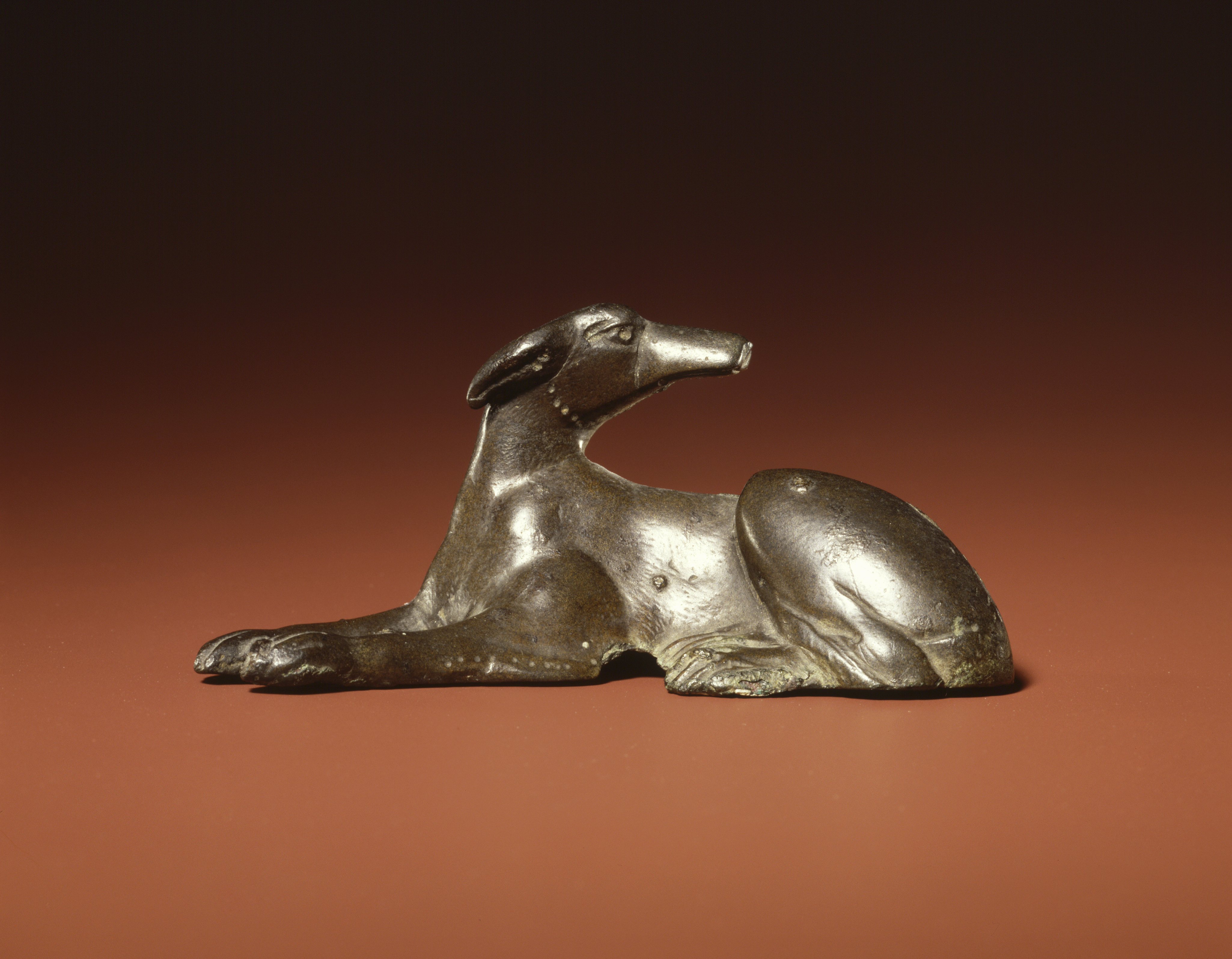
Bronzefigur eines liegenden Windhundes (50–270) FO: Forum Hadriani AO: RMO Leiden

Die größten Areale der baulichen Hinterlassenschaften von Forum Hadriani liegen heute unter dem „Park Arentsburg“. Dort wurde im Jahr 2000 eine Gedenksäule zur Erinnerung an die römische Stadt errichtet. Der Verlauf der Stadtmauer ist im Straßenbelag des Stadtviertels markiert. Wegen der im Erdreich enthaltenen römischen (und neolithischen) Hinterlassenschaften ist der Bereich des ehemaligen Municipium Aelium Cananefatium als eingetragenes Rijksmonument 508083 auf Grundlage des monumentenwet (Denkmalschutzgesetz) von 1988 unter besonderen Schutz gestellt. Forum Hadriani ist auch Bestandteil der Liste von Fundplätzen des Niedergermanischen Limes, dessen Ernennung zum UNESCO-Weltkulturerbe 2017 beantragt wurde.